# Antonio López Herranz
Antonio López Herranz (* 4. Mai 1913; † 1959) war ein spanischer Fußballspieler und -trainer.
Aufgrund der dürftigen Quellenlage kann lediglich nachvollzogen werden, dass López Herranz während seiner aktiven Spielerkarriere zwei Spielzeiten (1935/36 und 1939/40) bei Real Madrid und eine Spielzeit (1940/41) beim Hércules CF unter Vertrag stand. Außerdem gewann er vermutlich 1942/43 mit dem CD Marte die mexikanische Meisterschaft und im September 1943 den Supercup.
Aus seiner Zeit als Trainer ist überliefert, dass er lange in Mexiko tätig war, wo er mit dem Club León zweimal Meister (1952 und 1956) und einmal Vizemeister (1959) wurde. Außerdem betreute er die Nationalmannschaft zwischen 1952 und 1958 insgesamt 22 Mal, unter anderem bei den Weltmeisterschaften 1954 und 1958.